# روبن جونز (متزلج فني)
روبن جونز (بالإنجليزية: Robin Jones)‏ هو متزلج فني بريطاني، ولد في 17 يونيو 1943، وتوفي في 30 مارس 1986.

## وصلات خارجية
- روبن جونز على موقع أوليمبيديا (الإنجليزية)
- روبن جونز على موقع اللجنة الأولمبية البريطانية (الإنجليزية)